# XPeng
Guangzhou Xiaopeng Motors Technology Co., Ltd., търгуваща като XPeng Motors, известна като XPeng, е китайски производител на електрически превозни средства. Компанията е със седалище в Гуанджоу, Гуангдонг, с офиси в Маунтин Вю, Калифорния, САЩ и Мюнхен, Германия. Акциите на XPeng се търгуват публично на Нюйоркската фондова борса и Хонконгската фондова борса.

## Референции
1. 1 2 3 4  ir.xiaopeng.com